# سباستین بلاسکز
سباستین بلاسکز (انگلیسی: Sebastián Blázquez؛ زادهٔ ۲۷ نوامبر ۱۹۷۹) بازیکن فوتبال اهل آرژانتین است.
از باشگاه‌هایی که در آن بازی کرده‌است می‌توان به باشگاه فوتبال ولز سارسفیلد و باشگاه ورزشی دیپورتیوو کالی اشاره کرد.